# Emma Cline
Emma Cline (Contea di Sonoma, 1989) è una scrittrice statunitense.

## Biografia
Nata nel 1989 nella Contea di Sonoma, dopo aver avuto piccoli ruoli da teenager in un cortometraggio e in un film per la TV, ha compiuto gli studi al Middlebury College (Vermont) e ha conseguito un Master of Fine Arts alla Columbia University nel 2013.
Mentre era all'università, il suo racconto Marion è stato pubblicato nel n. 205 del Paris Review, vincendo l'anno successivo il Premio Plimpton.
Nel 2016 ha esordito nella narrativa con Le ragazze, romanzo in parte ispirato ai delitti della famiglia Manson ottenendo un contratto per la pubblicazione di 2 milioni di dollari oltre all'acquisizione dei diritti per la trasposizione cinematografica da parte del produttore Scott Rudin e il Premio Shirley Jackson.
In seguito ha pubblicato la novella Harvey nel 2020 (nella quale ha immaginato Harvey Weinstein il giorno prima dell'udienza del processo per molestie), la raccolta di racconti Daddy nel 2020 e il romanzo The Guest nel 2023.

## Opere

### Romanzi
- Le ragazze (The Girls), traduzione di Martina Testa, Torino, Einaudi, 2016, ISBN 978-88-06-22616-9.
- (EN) The Guest, Random House Tower e New York, Random House, 2023, ISBN 978-0-8129-9862-7.
  - Trad. Italiana: L'ospite, Einaudi, 2023, Traduzione di Monica Pareschi, ISBN 9788806256142

### Raccolte di racconti
- Daddy (Daddy: Stories), traduzione di Giovanna Granato, Torino, Einaudi, 2021  [2020], ISBN 978-88-06-22642-8.

### Novelle
- Harvey, traduzione di Giovanna Granato, Torino, Einaudi, 2020, ISBN 978-88-06-24838-3.

## Premi e riconoscimenti

### Vincitrice
Premio Plimpton
- 2014 con il racconto Marion[10]

Premio Shirley Jackson
- 2016 con il romanzo Le ragazze[11]